# Jean-Félix Happark
Het Jean-Félix Happark (Frans: Jardin Jean-Félix Hap) is een openbaar park in de Belgische gemeente Etterbeek. Het park strekt zich uit langs de Louis Hapstraat, tussen de Waversesteenweg en de Oudergemlaan. Het park is vernoemd naar de erflater die in 1988 overleed, zijn weduwe Monique Verspreeuwen behield het vruchtgebruik van het huis tot haar dood in 2003.
Jean-Félix Hap stelde in 1960 zijn tuin open voor publiek op leeftijd en sedert 1971 liet hij gedurende de zomermaanden iedereen toe.
De oranjerie van het Haphuis ligt in het park en dateert uit 1850. In 1988 werd het eigendom van de gemeente en sindsdien is de buitengevel geklasseerd.
In het Jean-Félix Happark ontspringt de Broebelaar.
De Nederlandstalige bibliotheek van Etterbeek is aan een kant van het park gevestigd, ingang Oudergemlaan.

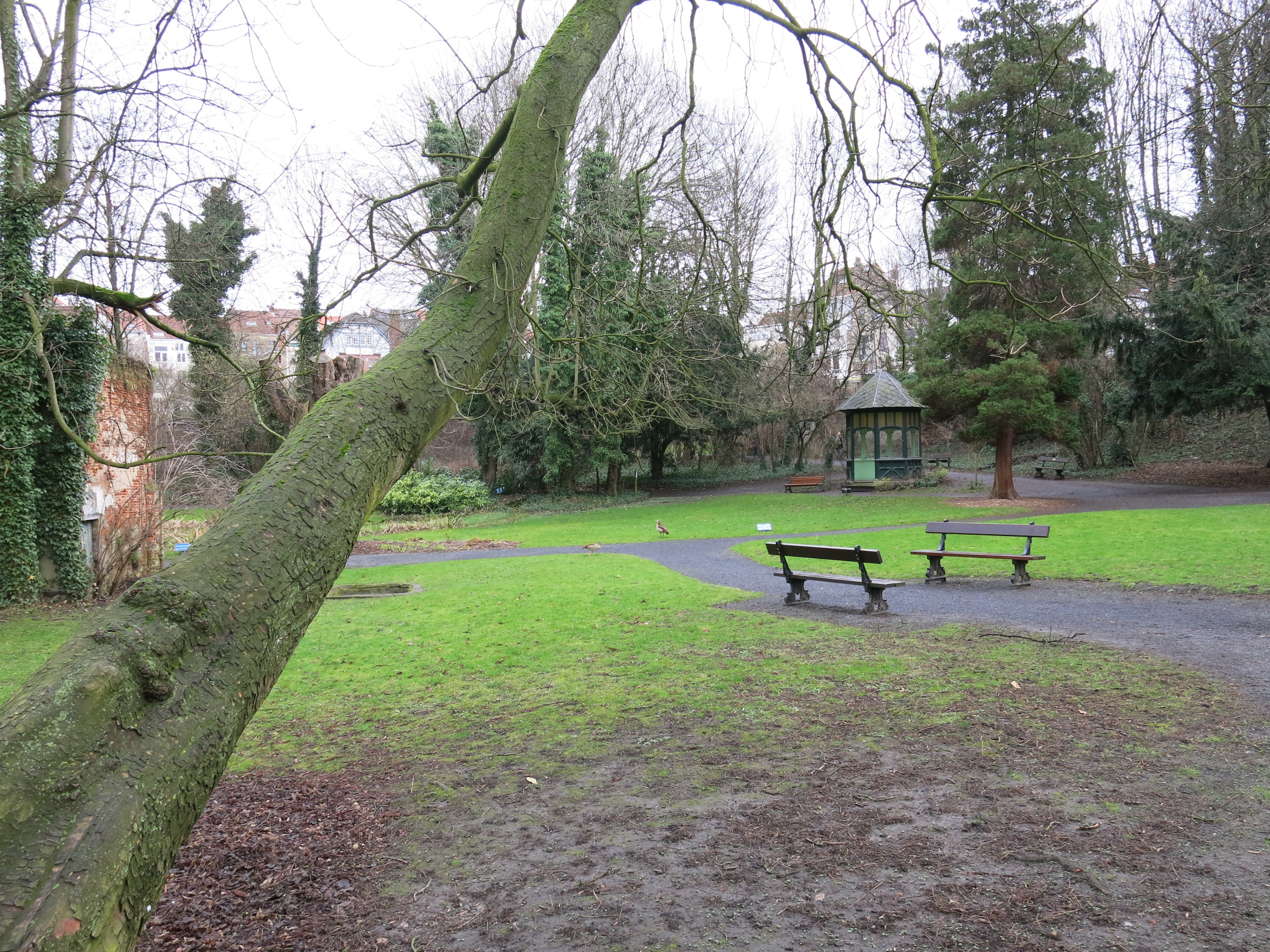
Het park ligt verscholen tussen de huizenblokken
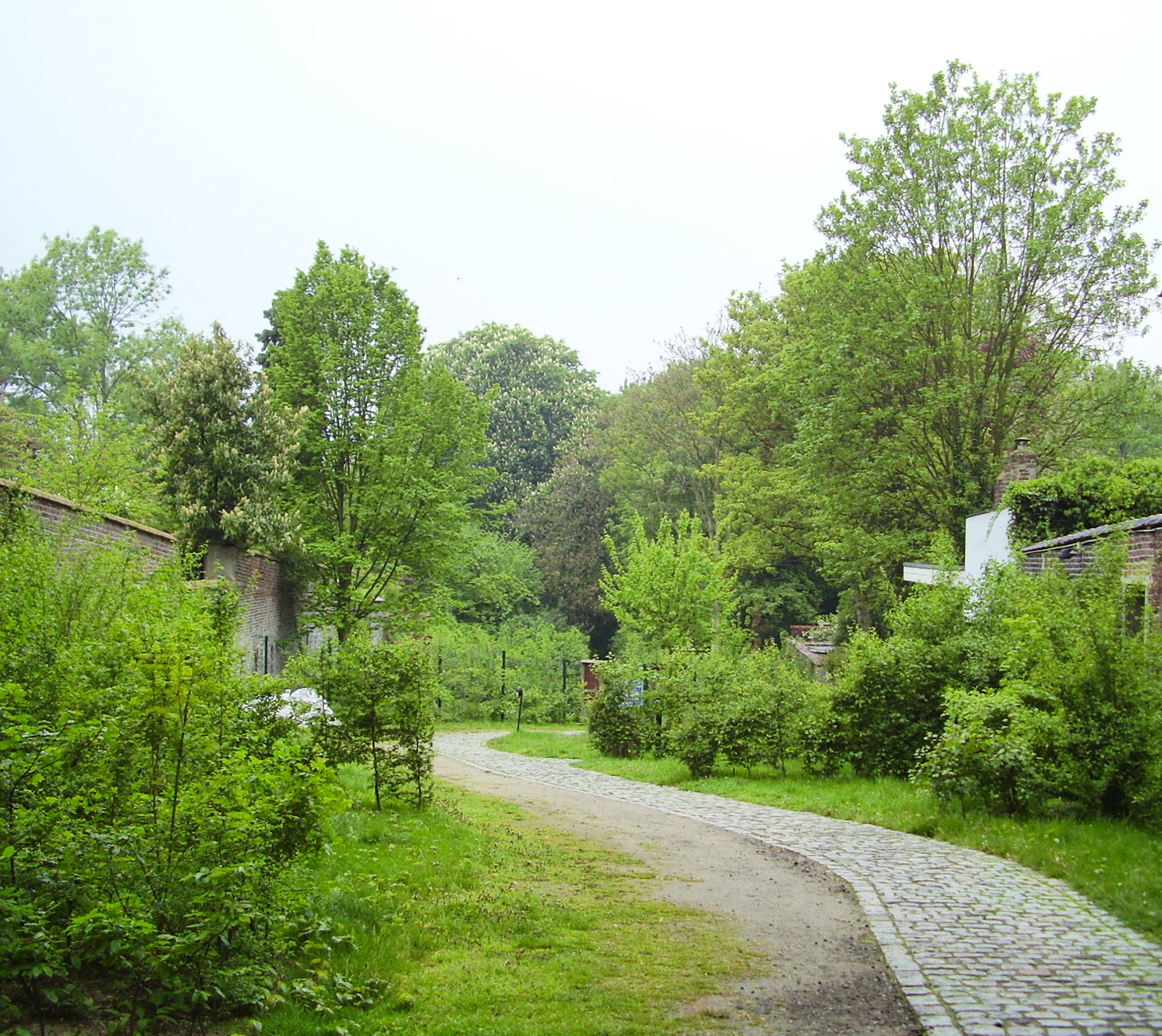
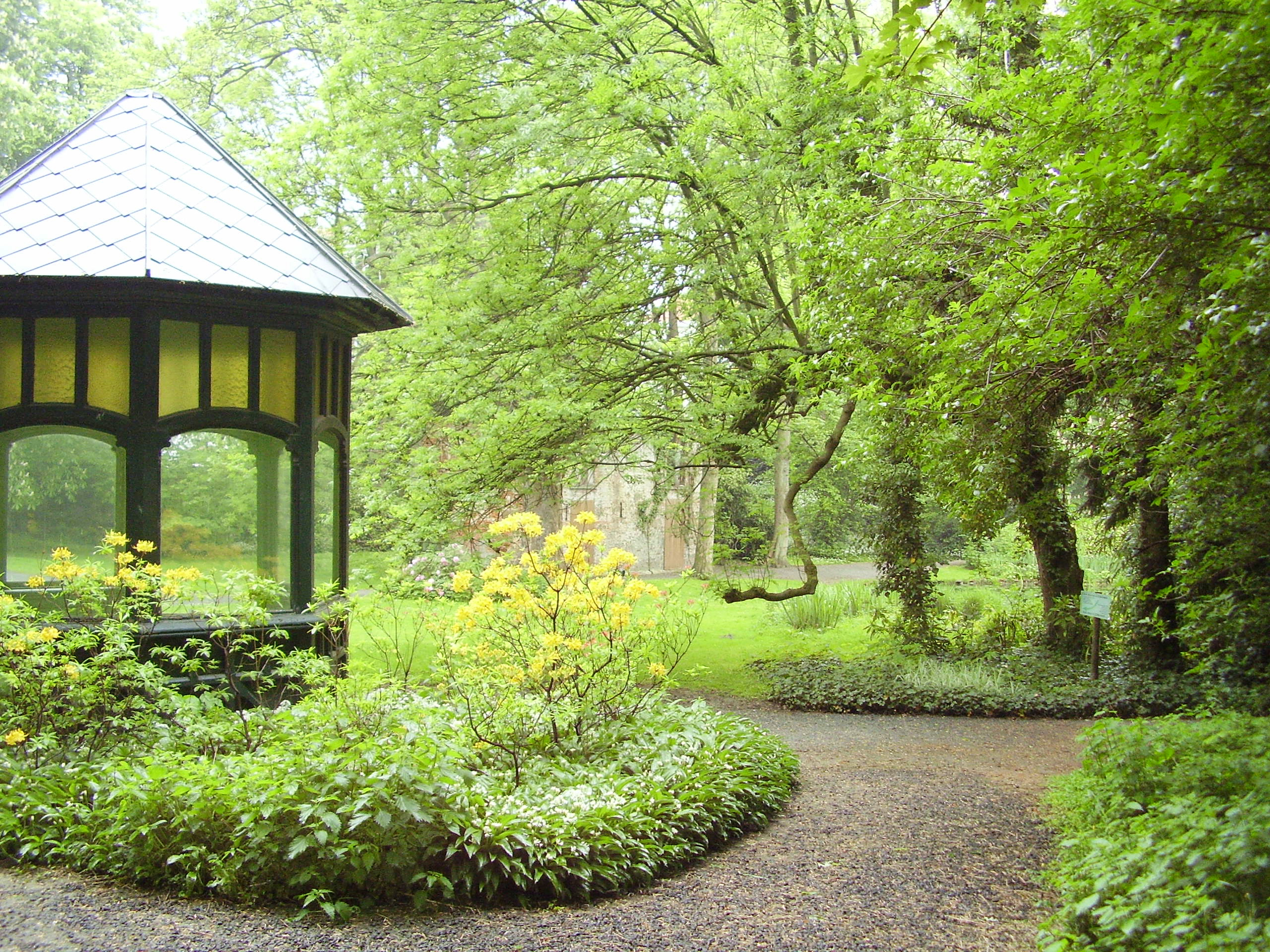
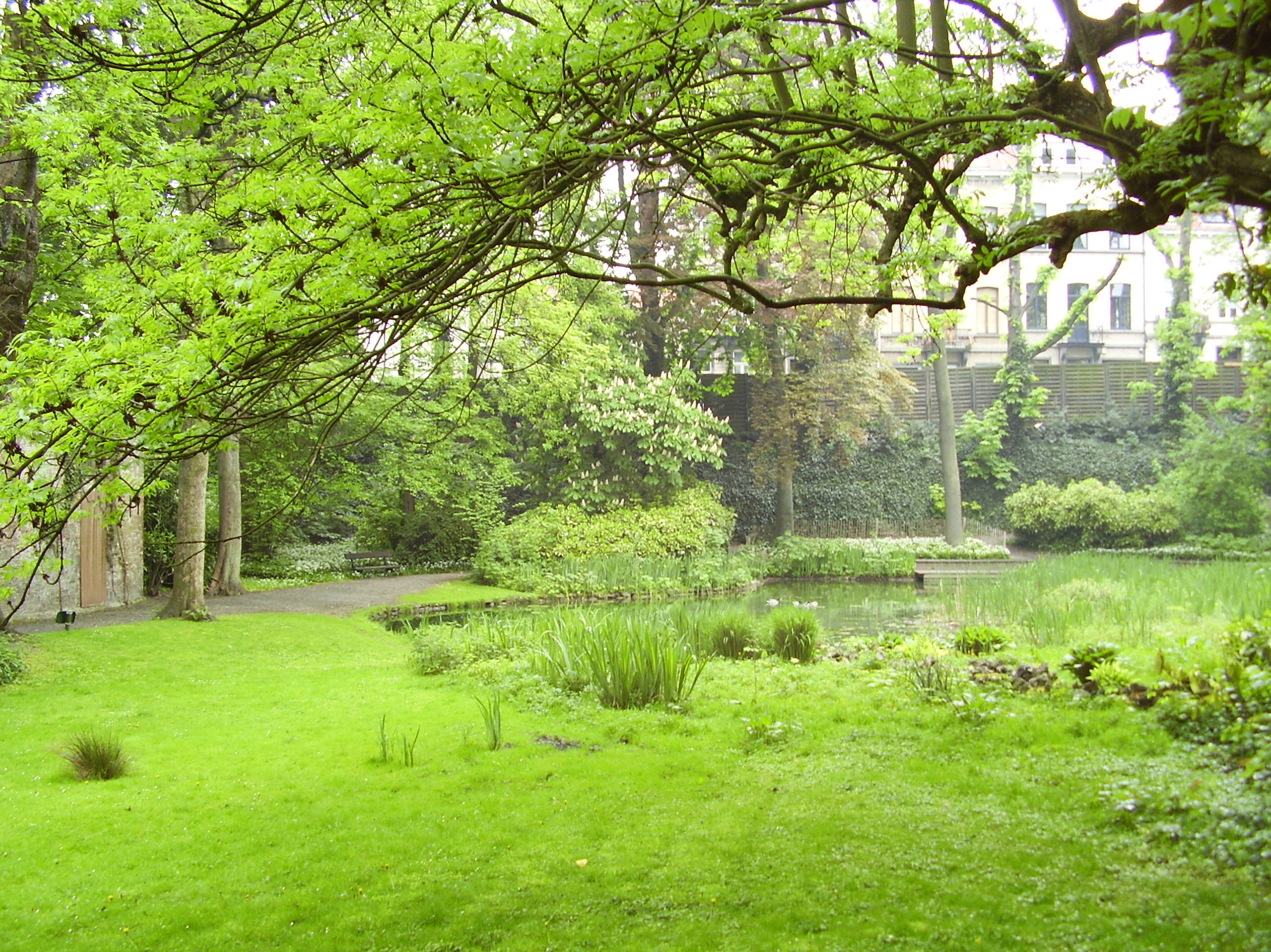
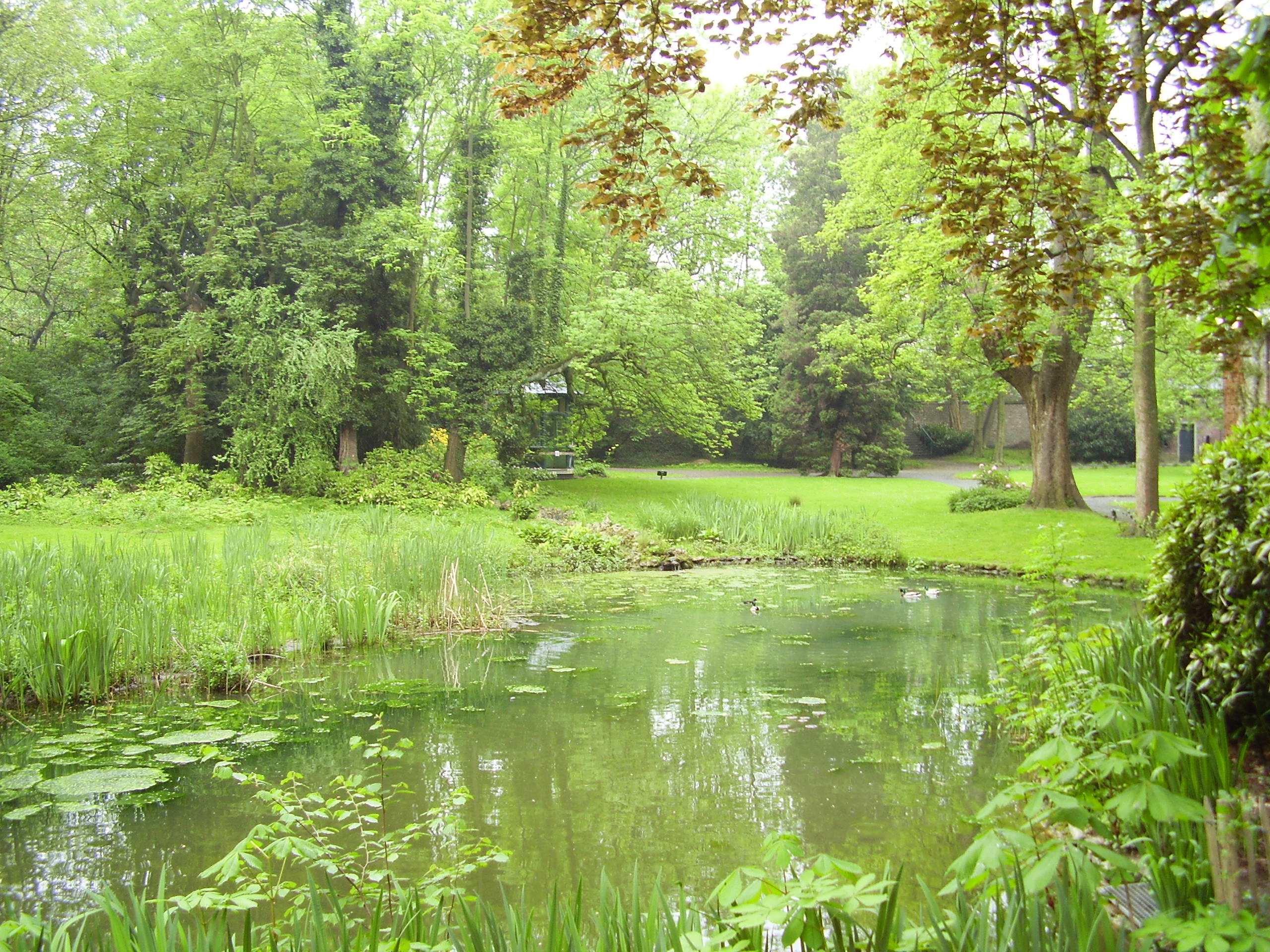
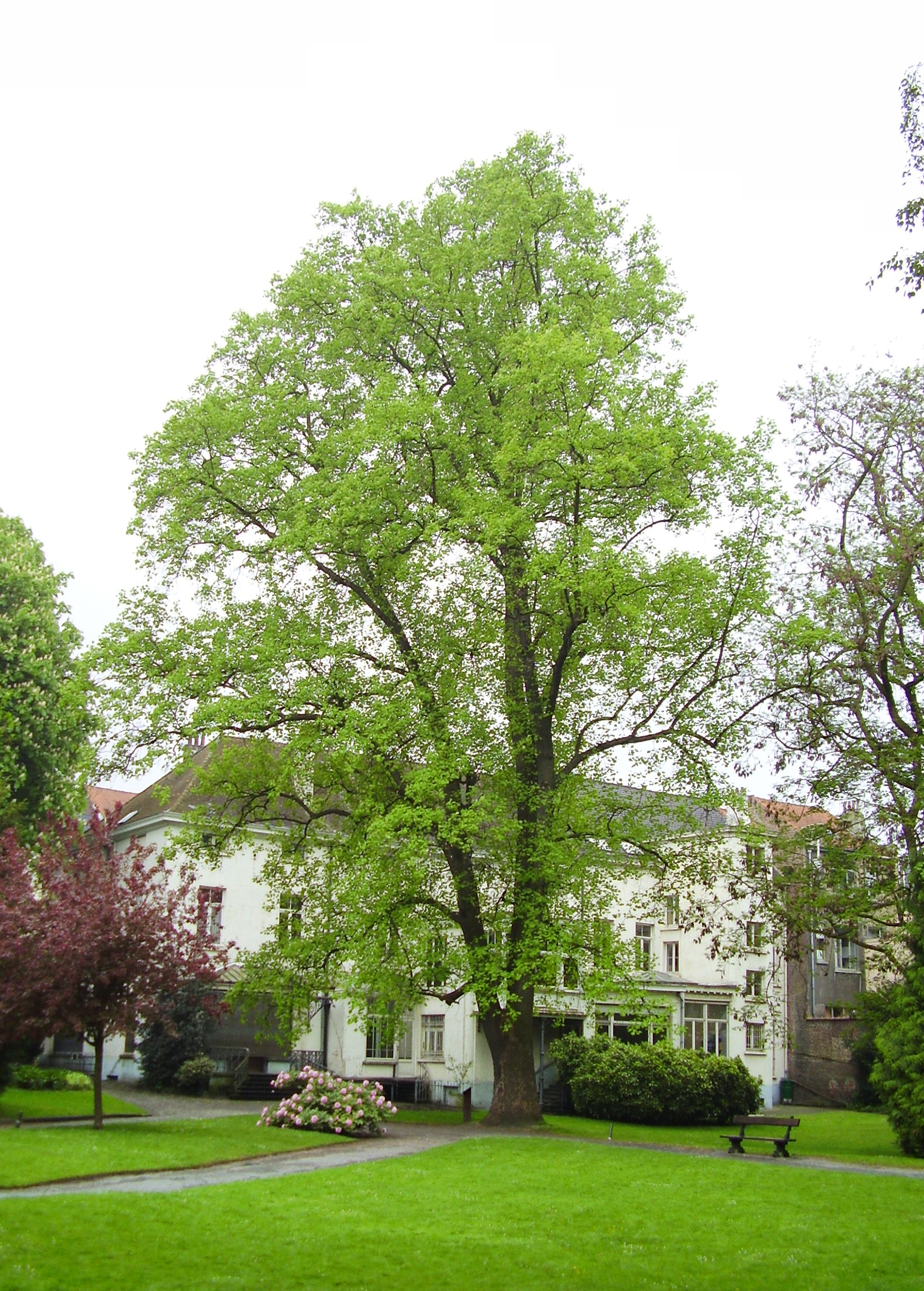
Tulpenboom